# Цін'ян
Цін'ян (кит. спр. 庆阳市, піньїнь: Qìngyáng Shì) — місто-округ в китайській провінції Ганьсу. 

## Географія
Цін'ян розташовується у найсхіднішій частині провінції у межах Лесового плато.

### Клімат
Місто знаходиться у зоні, котра характеризується вологим континентальним кліматом зі спекотним літом. Найтепліший місяць — липень із середньою температурою 21.7 °C (71 °F). Найхолодніший місяць — січень, із середньою температурою -5.6 °С (22 °F).
| Клімат Цін'яна (район Сіфен) | Клімат Цін'яна (район Сіфен) | Клімат Цін'яна (район Сіфен) | Клімат Цін'яна (район Сіфен) | Клімат Цін'яна (район Сіфен) | Клімат Цін'яна (район Сіфен) | Клімат Цін'яна (район Сіфен) | Клімат Цін'яна (район Сіфен) | Клімат Цін'яна (район Сіфен) | Клімат Цін'яна (район Сіфен) | Клімат Цін'яна (район Сіфен) | Клімат Цін'яна (район Сіфен) | Клімат Цін'яна (район Сіфен) | Клімат Цін'яна (район Сіфен) |
| Показник                     | Січ.                         | Лют.                         | Бер.                         | Квіт.                        | Трав.                        | Черв.                        | Лип.                         | Серп.                        | Вер.                         | Жовт.                        | Лист.                        | Груд.                        | Рік                          |
| Абсолютний максимум, °C      | 11                           | 16                           | 22                           | 30                           | 31                           | 32                           | 32                           | 32                           | 27                           | 23                           | 17                           | 8                            | 32                           |
| Середній максимум, °C        | 0                            | 3                            | 9                            | 15                           | 18                           | 25                           | 26                           | 24                           | 19                           | 13                           | 6                            | 1                            | 13                           |
| Середня температура, °C      | −5                           | −1                           | 4                            | 10                           | 13                           | 19                           | 21                           | 19                           | 14                           | 8                            | 2                            | −3                           | 8                            |
| Середній мінімум, °C         | −10                          | −6                           | 0                            | 5                            | 8                            | 13                           | 16                           | 15                           | 10                           | 4                            | −2                           | −7                           | 3                            |
| Абсолютний мінімум, °C       | −21                          | −20                          | −11                          | −7                           | −1                           | 5                            | 11                           | 6                            | −1                           | −5                           | −17                          | −18                          | −21                          |
| Вологість повітря, %         | 46                           | 50                           | 55                           | 53                           | 62                           | 58                           | 68                           | 77                           | 74                           | 69                           | 67                           | 60                           | 62                           |
| ---------------------------- | ---------------------------- | ---------------------------- | ---------------------------- | ---------------------------- | ---------------------------- | ---------------------------- | ---------------------------- | ---------------------------- | ---------------------------- | ---------------------------- | ---------------------------- | ---------------------------- | ---------------------------- |
| Джерело: Weatherbase         |                              |                              |                              |                              |                              |                              |                              |                              |                              |                              |                              |                              |                              |

## Адміністративний поділ
Міський округ поділяється на 1 район та 7 повітів:
| Карта                                                | Карта     | Карта    | Карта            | Карта |
| ---------------------------------------------------- | --------- | -------- | ---------------- | ----- |
| Чженьюань Сіфен Нін Чженнін Хуань Цінчен Хешуй Хуачи |           |          |                  |       |
| Статус                                               | Назва     | Оригінал | Населення (2020) |       |
| Район                                                | Сіфен     | 西峰区   | 513 856          |       |
| Повіт                                                | Нін       | 宁县     | 336 316          |       |
| Повіт                                                | Хешуй     | 合水县   | 135 908          |       |
| Повіт                                                | Хуань     | 环县     | 304 687          |       |
| Повіт                                                | Хуачи     | 华池县   | 119 346          |       |
| Повіт                                                | Цінчен    | 庆城县   | 235 154          |       |
| Повіт                                                | Чженнін   | 正宁县   | 173 243          |       |
| Повіт                                                | Чженьюань | 镇原县   | 361 206          |       |